# Opción de compra
Una opción de compra (o opción call) da a su comprador el derecho -pero no la obligación- a comprar un activo subyacente a un precio predeterminado en una fecha concreta. El vendedor de la opción de compra tiene la obligación de vender el activo en el caso de que el comprador ejerza el derecho a comprar.

## Posibles situaciones favorables para la compra
- Cuando se prevé que una acción va a tener una tendencia alcista, ya que es más barato que la compra de acciones.
- Cuando una acción ha tenido una tendencia alcista fuerte, el inversor no ha comprado y puede pensar que está cara, pero que puede seguir subiendo, la compra de una call permite aprovechar las subidas si la acción sigue subiendo y limitar las pérdidas si la acción cae.
- Cuando se quiere comprar acciones en un futuro próximo porque se cree que van a subir pero hoy NO se dispone de los fondos necesarios, la opción de compra permite aprovechar las subidas sin tener que comprar las acciones.

## Implicaciones de la compra
- Se puede comprar la acción a un precio fijo. Este precio (precio de ejercicio) lo fija el comprador.
- Todo lo que la acción suba en la Bolsa por encima de dicho precio de ejercicio menos el precio pagado por la prima son ganancias (el diferencial de precio entre la opción y el precio de mercado, menos lo que pagaste al vendedor "prima" es la utilidad).
- Si el precio de la acción cae por debajo del precio de ejercicio, las pérdidas son limitadas y conocidas: son exactamente igual al precio pagado por la opción, es decir, la prima.
- El coste de la opción es mucho menor que el de la compra de la acción.
- El apalancamiento (relación coste de la inversión/rendimiento) es muy alto. Con pequeñas inversiones pueden obtenerse altas rentabilidades.

## Venta de una opción de compra
En la venta de una opción de compra, el vendedor recibe la prima (el precio de la opción). A cambio, tiene la obligación de vender la acción al precio fijado (precio de ejercicio), en el caso de que el comprador de la opción de compra ejerza su opción de compra, teniendo una ganancia de la prima del comprador más la posible diferencia del precio actual y el precio estipulado.
Una opción de compra puede venderse sin haberla ejercido previamente.

### Posibles situaciones favorables para la venta
- Para asegurar ingresos adicionales una vez que decidida la venta de las acciones.
- Es el caso de que no importe vender las acciones a un precio considerado suficientemente alto y recibir, además, un ingreso extra previo. Este es el caso en que se vende una call fijando un precio de ejercicio en el nivel que se desee por encima del precio actual de la acción en Bolsa. Si la acción llega a alcanzar ese precio, habrá que vender la acción, pero a un precio alto y, además, se habrá ingresado el valor de la opción

### Implicancias de la venta
- Genera un flujo monetario inmediato derivado del ingreso procedente de la venta de la opción.
- Retrasa el momento en que se entra en pérdidas por bajadas en el precio de la acción.
- Proporciona una atractiva rentabilidad si la acción se mantiene estable.

- Datos: Q1508707